# Sue Gordon
Sue Gordon é uma magistrada aborígene aposentada da Austrália Ocidental que foi homenageada local e nacionalmente por seu trabalho com o povo aborígene e em assuntos comunitários. Ela é conhecida por presidir o inquérito Gordon (o inquérito sobre a resposta de agências governamentais a queixas de violência familiar e abuso infantil em comunidades aborígenes) em 2002.

## Carreira administrativa
Seguindo sua carreira no exército, ela trabalhou em vários cargos administrativos na Austrália e, no início dos anos 1970, iniciou uma longa associação com a região de Pilbara, trabalhando principalmente em assuntos aborígines com pessoas tanto urbanas quanto tradicionais. Ela foi premiada com o National Aboriginal Overseas Study Award para estudar programas de emprego com várias comunidades indígenas americanas nos Estados Unidos em 1977.
Ela foi nomeada como Comissária de Planejamento Aborígene em 1986, tornando-se a primeira pessoa aborígene a chefiar um departamento governamental na Austrália Ocidental e, em 1988 foi nomeada magistrada no Tribunal Infantil de Perth, época em que foi a primeira magistrada aborígene da história do estado.
Em 1990, foi nomeada uma das cinco primeiras comissárias da Comissão dos Aborígenes e das Ilhas do Estreito de Torres (ATSIC), por um ano.
Em 2002, ela foi nomeada para chefiar um inquérito sobre violência familiar e abuso infantil nas comunidades aborígines da Austrália Ocidental pelo Premier da Austrália Ocidental, Geoff Gallop. O inquérito em resposta por agências governamentais a queixas de violência familiar e abuso infantil em comunidades aborígenes, que ficou conhecido como o inquérito Gordon, resultou no fechamento do controverso acampamento noongar de Swan Valley. A investigação foi iniciada como resultado de um relatório de novembro de 2001 do State Coroner sobre a morte de uma adolescente no acampamento de Swan Valley. O legista descobriu que a menina havia enfrentado "violação sexual, violência e os estragos do abuso de álcool e substâncias. Em desespero, e apesar do contato com várias agências governamentais, ela morreu em circunstâncias trágicas aos 15 anos". O relatório do Inquérito teve mais de 640 páginas e fez 197 conclusões e recomendações.
Em 15 de abril de 2004, a senadora Amanda Vanstone, Ministra dos Assuntos Indígenas, a nomeou chefe do novo Conselho Nacional Indígena, órgão consultivo do Governo Federal, após a extinção da ATSIC. Após sua nomeação, ela foi entrevistada e perguntou sua opinião sobre a geração roubada, e se ela pediria desculpas ao primeiro-ministro, John Howard, ao que ela respondeu: "Não. Eu pessoalmente não queria um pedido de desculpas porque deveria ter ido para minha mãe. Mas minha mãe faleceu agora, então é tarde demais. E o que um pedido de desculpas pode alcançar agora?"
Gordon presidiu a Força-Tarefa Nacional de Resposta a Emergências do Território do Norte de junho de 2007 a junho de 2008.
Em 2010 ela se juntou ao conselho Jawun. Também naquele ano, ela aceitou o cargo de presidente da Federação da Polícia da Austrália Ocidental e Centros Comunitários Juvenis (WA PCYC), que ocupa desde julho de 2017.
Em 2018, ela foi presidente da Graham (Polly) Farmer Foundation, uma instituição educacional sem fins lucrativos fundada em 1995.

## Honras
Gordon é bacharel em Direito (LLB) pela Universidade da Austrália Ocidental e, em 2003, recebeu um grau honorário de doutor em Letras (Hon.DLitt) pela mesma universidade. Outros prêmios incluem o Prêmio do Conselho do Dia da Austrália da Comissão de Desenvolvimento Aborígene em 1986, o Companheiro Paul Harris do Rotary Club de Perth em 1994 e, em 2003, a Medalha do Centenário por serviços prestados à comunidade, especialmente à comunidade aborígine.
Ela recebeu o prêmio da Ordem da Austrália em 1993 em reconhecimento por seu trabalho com o povo aborígene e assuntos comunitários.